# Типография журнала «Огонёк»

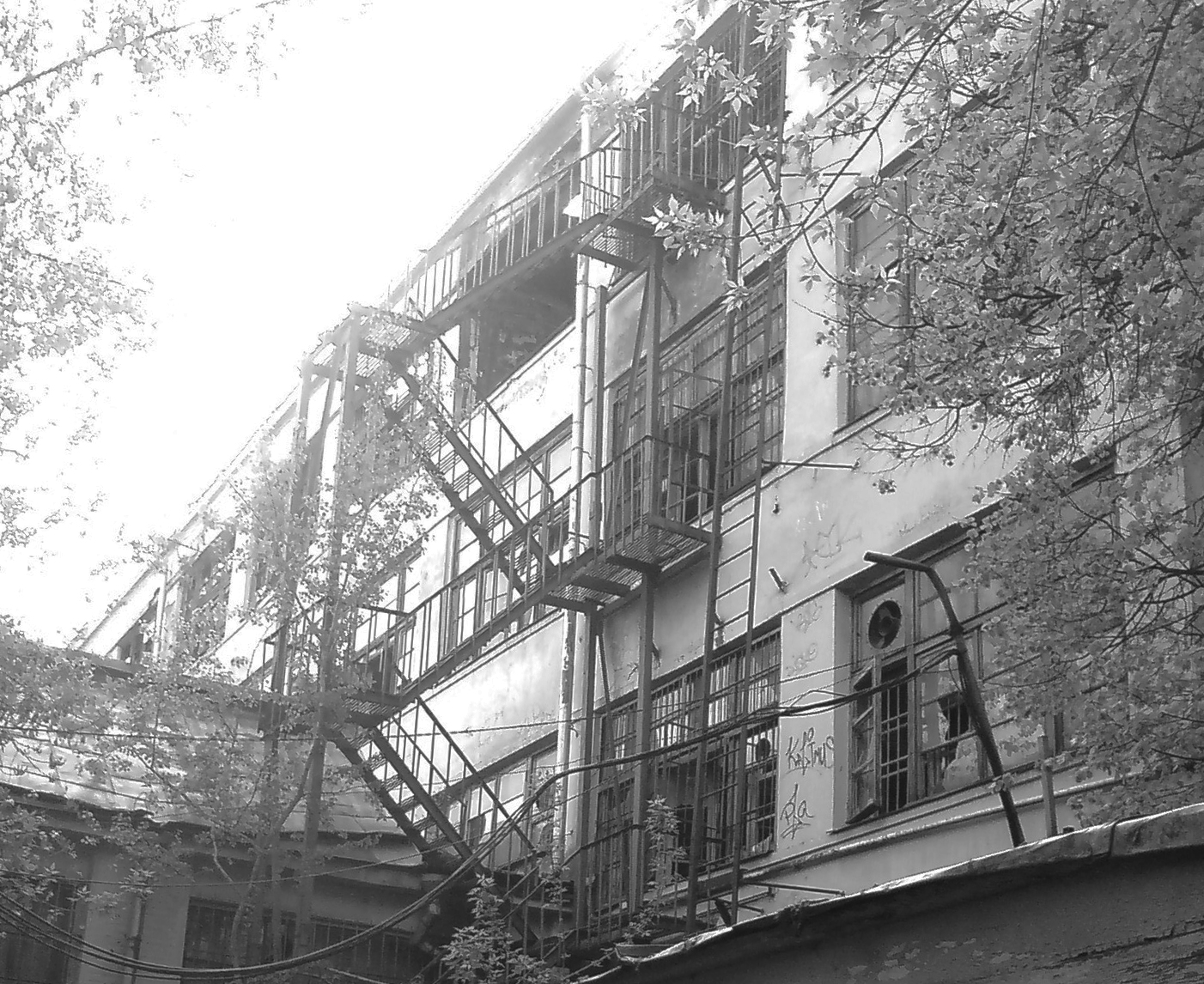
Авангардный фасад типографии Эля Лисицкого

Типография акционерного общества «Огонёк» (также в некоторых источниках упоминается как «Типография Жургаза», «Типография журнала „Огонёк“», «Типография Лисицкого») — архитектурный комплекс в центре Москвы в 1-м Самотёчном переулке. Построен в стиле советского конструктивизма (рационализма) в 1932 году. Это единственный реализованный архитектурный проект художника-авангардиста и архитектора Л. М. Лисицкого. Авангардная типография отличается удивительным сочетанием огромных квадратных и маленьких круглых окон. Здание, функционально спроектированное как типография, в плане похоже на эскиз «горизонтального небоскрёба» Лисицкого.

## История
В 1930—1932 годах по проекту архитектора Л. М. Лисицкого была построена типография журнала «Огонёк» (дом № 17 по 1-му Самотёчному переулку).
Заказ на проект был оформлен в виде письма, датированном 2 марта 1930 года:

Архитектору Лазарю Марковичу Лисицкому. Стромынка, 23, кв. 5.
Правление акционерного издательского общества «Огонёк» предлагает Вам разработать архитектурный эскизный проект на типографский корпус издательства… согласно приложенному генеральному плану и нашей производственной программе.
Перед разработкой окончательного варианта Вам надлежит исполнить генеральный план застройки, планы этажей, разрезы, фасады и надлежит эскизы согласовать с правлением «Огонька». За принятый правлением разработанный Вами проект правление «Огонька» уплачивает Вам 1500 рублей.
Срок выполнения проекта — 6 недель от сего числа.

На сайте «Коммерсантъ» есть фотография проекта типографии «Огонька» с автографом Эль Лисицкого. Проект включал два редакционных корпуса, печатный цех, гараж и трансформаторную подстанцию. Здание типографии было спроектировано Лисицким в виде сложной объемно-пространственной композиции с использованием каркасных конструкций, позволявших сделать на фасадах большие авангардные остеклённые поверхности.
До 1938 года здание принадлежало издательству «Огонёк». После ареста в 1938 году главного редактора журнала «Огонёк» М. Кольцова здание было передано в ведение НКВД и в настоящий момент принадлежит ФСБ. Типография журнала «Огонёк» входит в Реестр культурного наследия Москвы. 13 октября 2008 года здание пострадало от пожара и нуждается в ремонте.
За сохранение единственного уцелевшего здания, построенного по проекту Эля Лисицкого, выступает общественность.
В 2012 году в здании начались ремонтно-восстановительные работы. После их завершения в 2014 году здание находится в собственности ФСБ.

## Фотографии

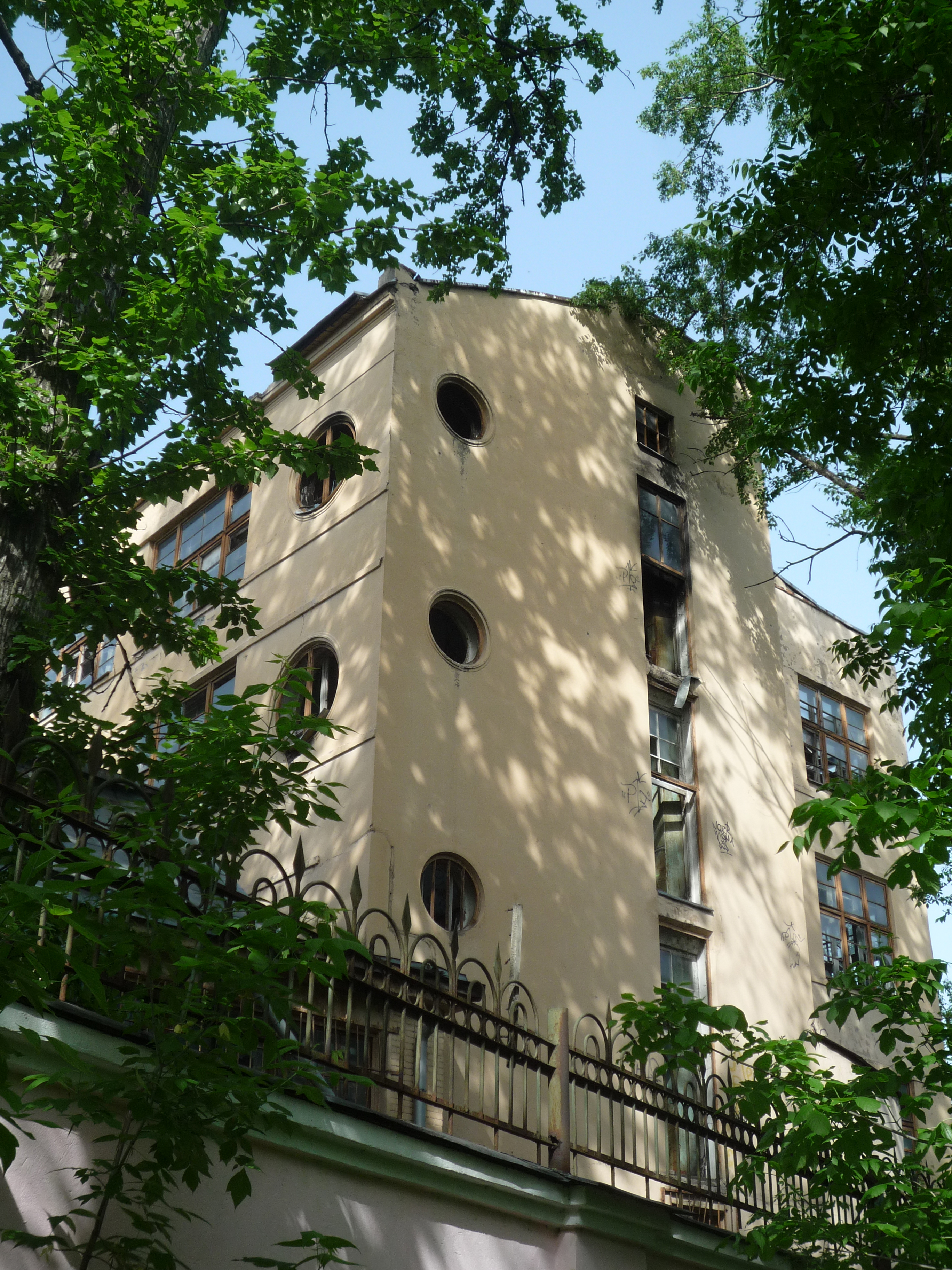
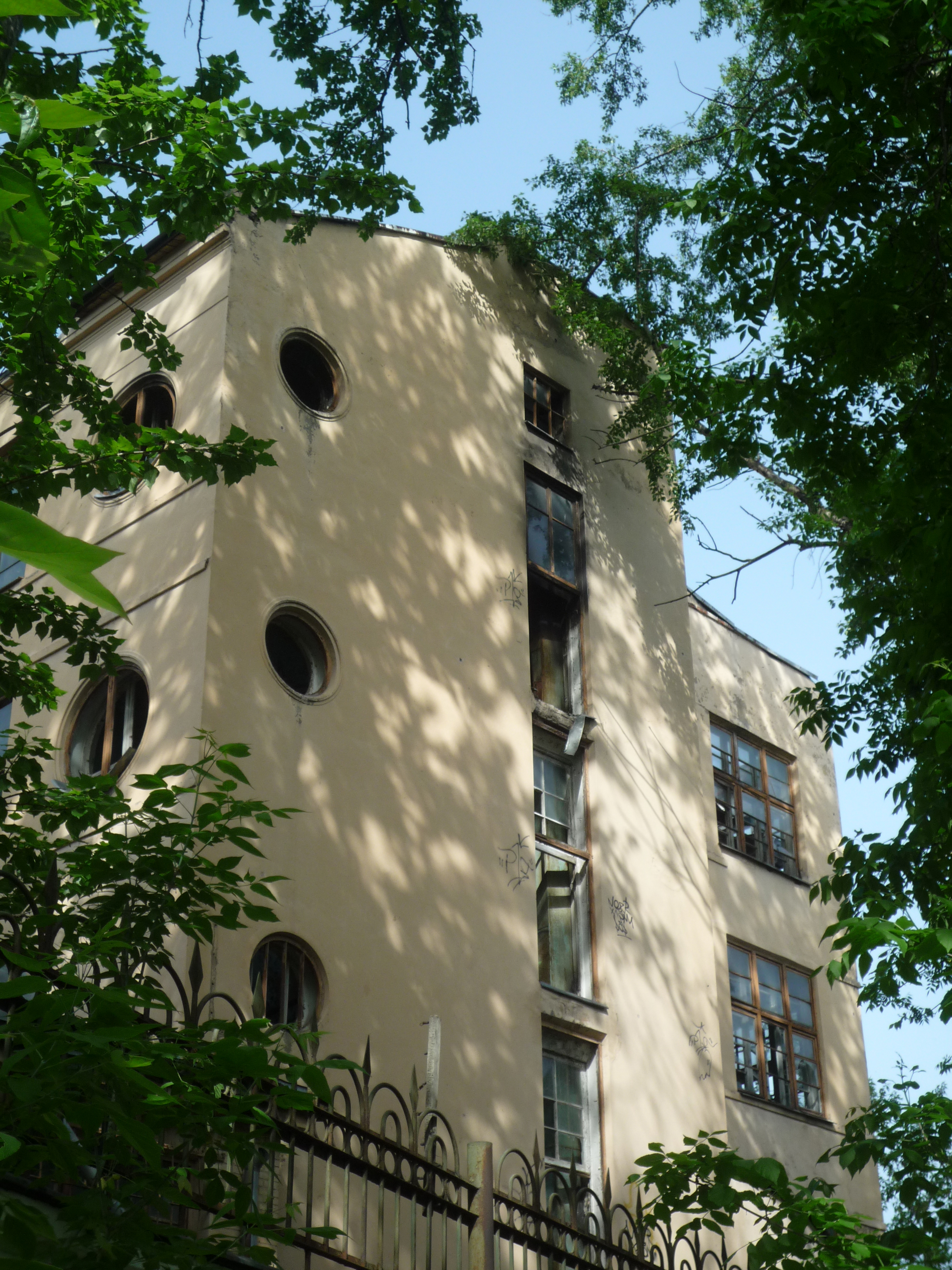
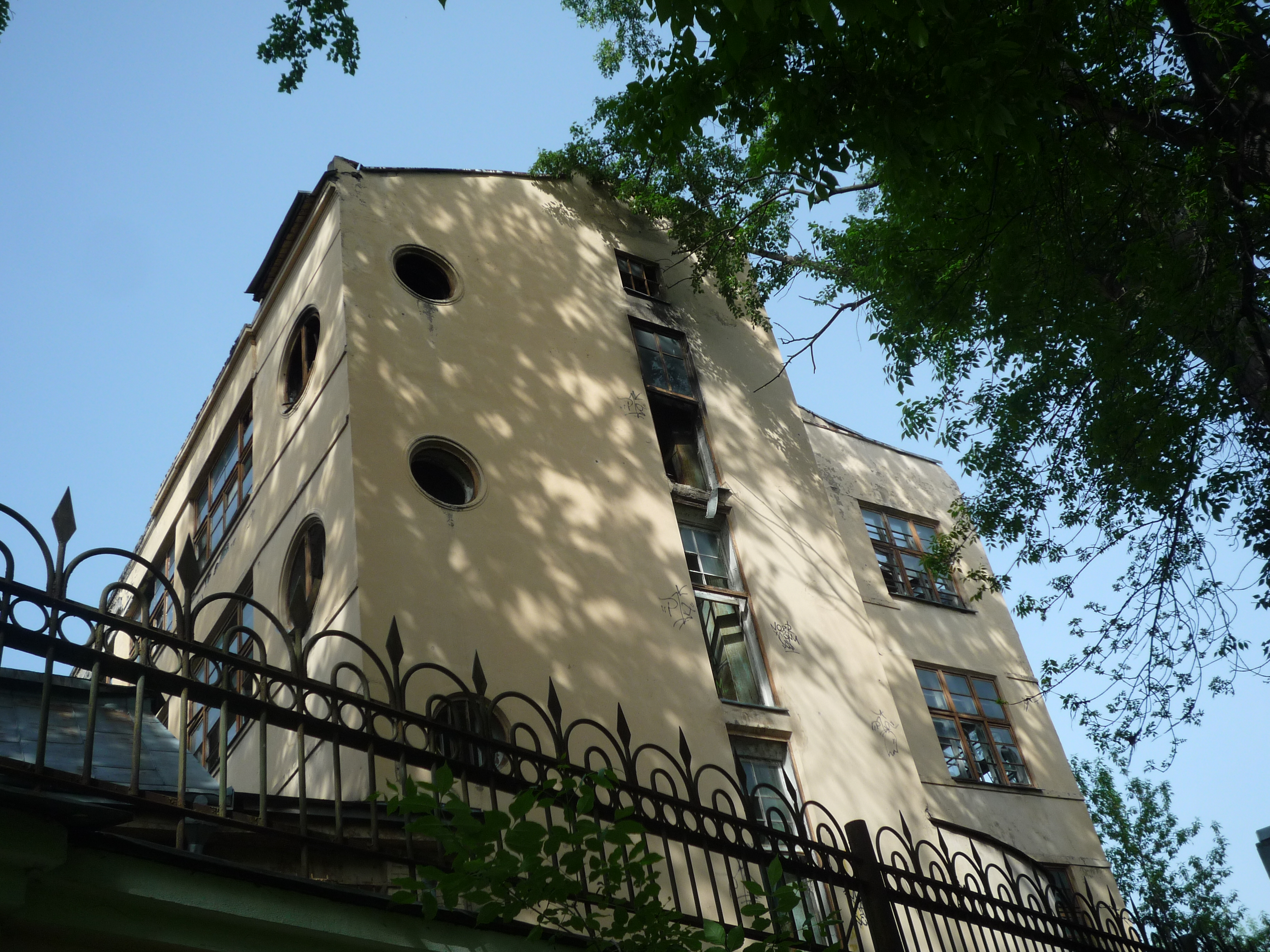
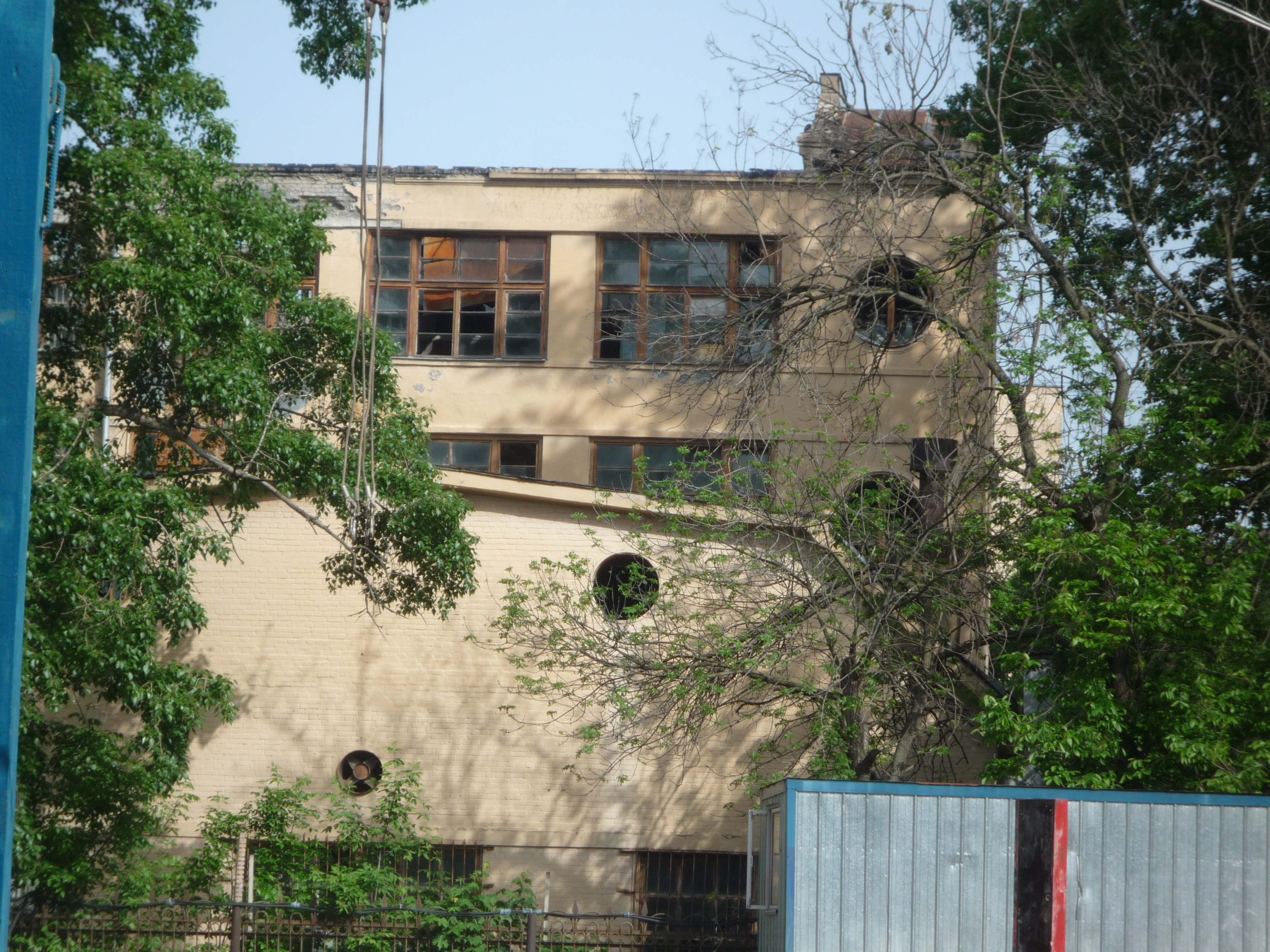
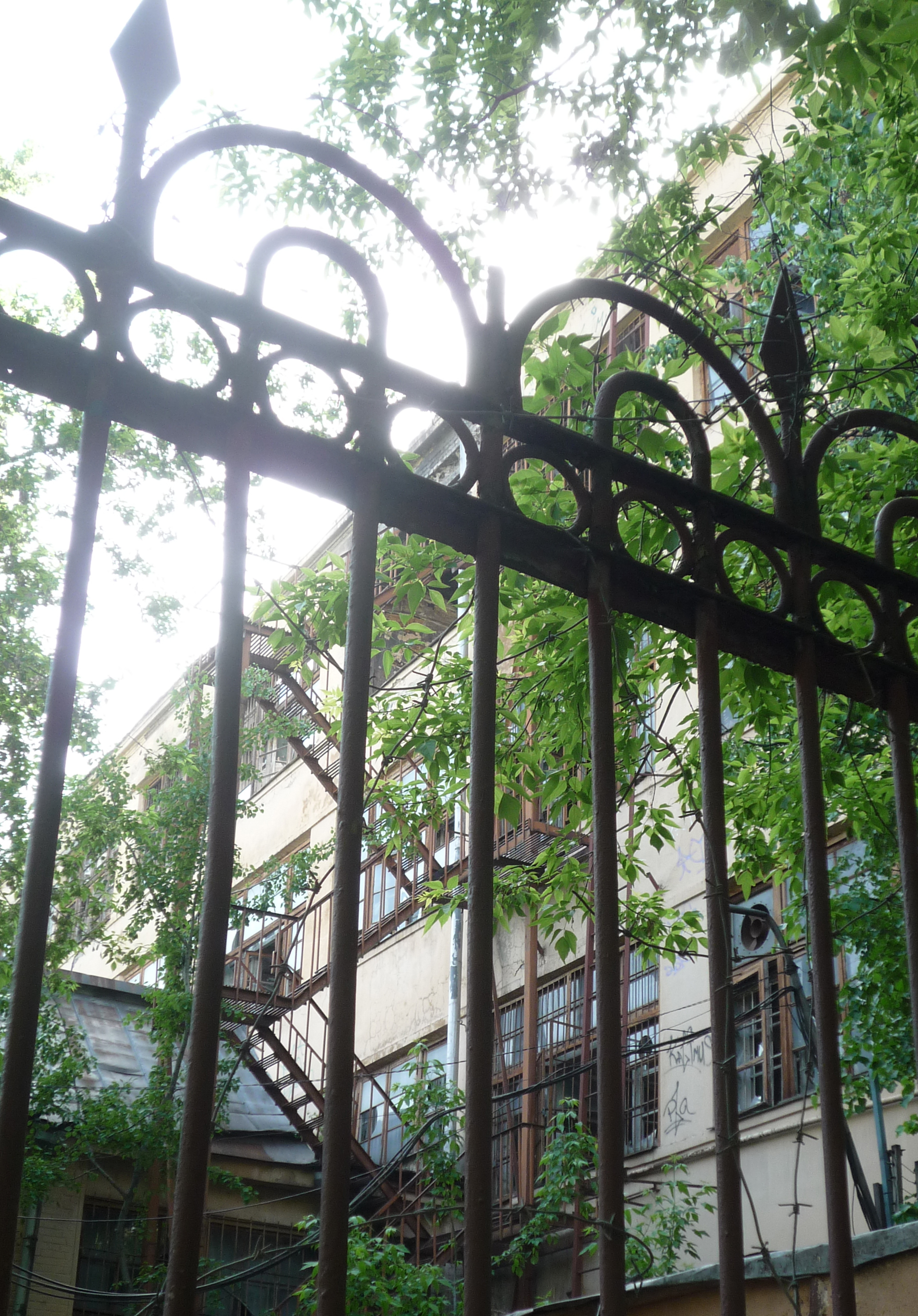
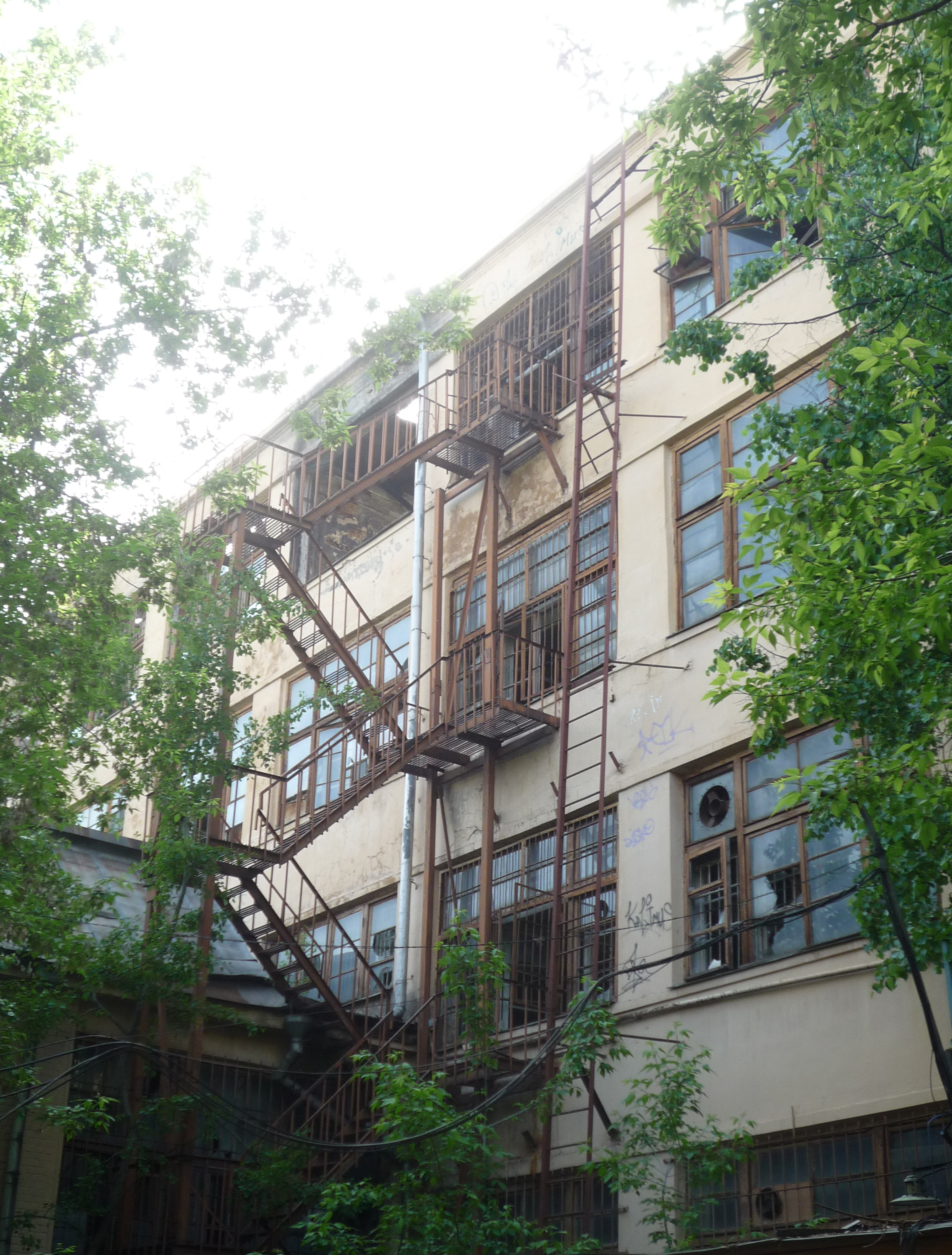
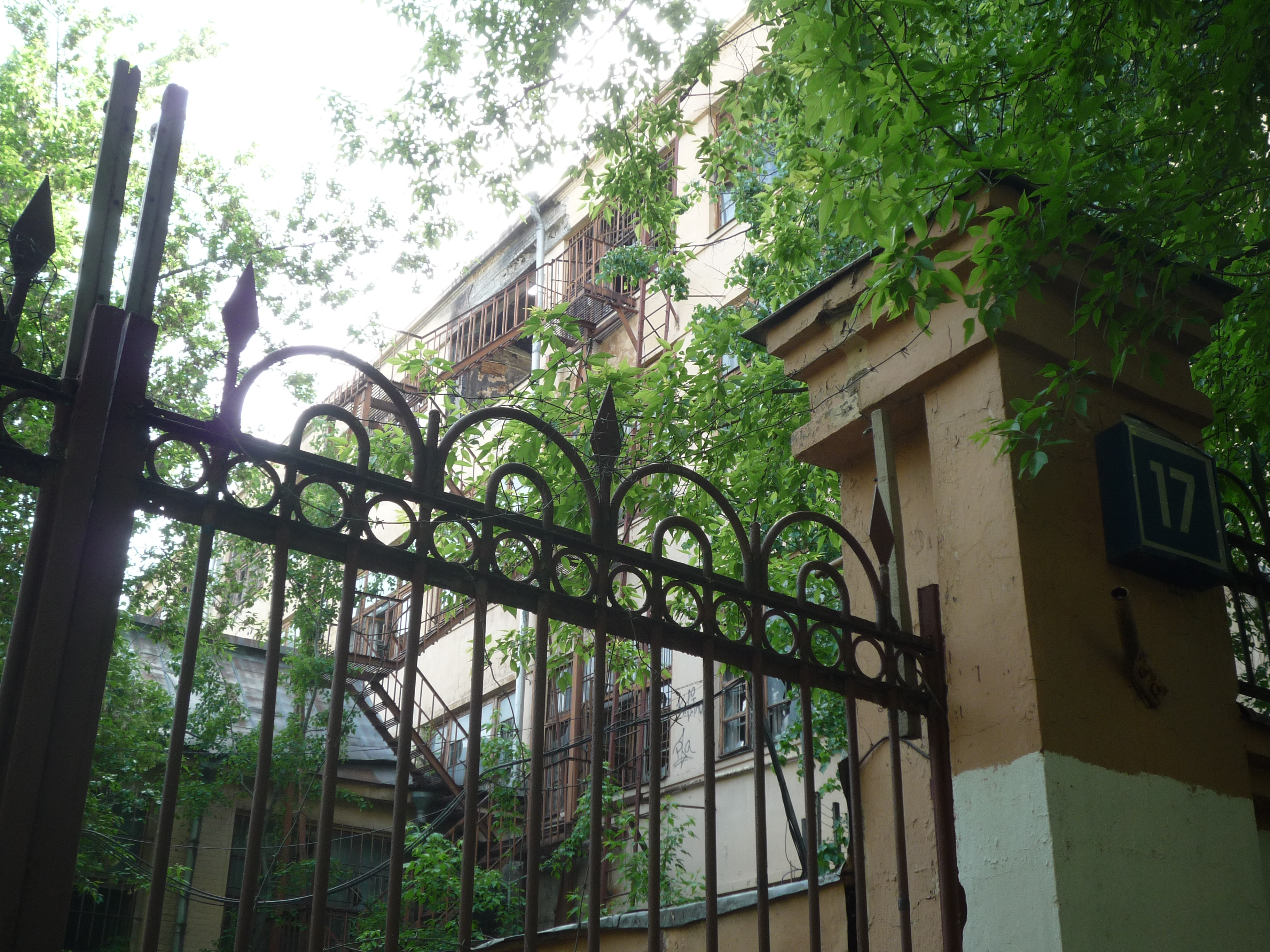